# Alba Plaza
Az Alba Plaza egy modern építészeti stílusú bevásárlóközpont, amely 1999 óta Fejér megye legnagyobb és legmodernebb bevásárlóközpontja. 
A Palotai út és a Piac tér kereszteződésében helyezkedik el, jól megközelíthető helyen. Az épület oldalsó folyosóján kijutva a városi piac közelíthető meg. A bevásárlóközpont nevét a város latin nevéről, Alba Regiáról kapta. Az Alba Plázát a hajdani idősebb Felmayer István által 1845-ben alapított „Felmayer István és fiai“ kékfestőgyára egykori telepén építették. Az Alba Pláza átadása után emléktáblát helyezték az egyik falára, amely a Felmayer gyárról emlékszik meg.

## Szolgáltatások
Az Alba Plaza egyszintes épület mintegy 60 üzlettel, az épület tetején 450 férőhelyes parkoló üzemel. A bevásárló központ hátsó részén Hervis sportáruház, C&A és más ruházati boltok, valamint virágüzlet, cipőjavítás, patyolat, Lottózó és további üzletek találhatók, a közepén ételudvar kávézóval, 7 gyorsétteremmel és 1 beülős étteremmel, valamint tíztermes Cinema City mozival. A plaza elején található több cipőbolt (Humanic, CCC, Deichmann), mobilszolgáltatók (Digi, Telekom, Telenor, Vodafone, Raiffeisen Bank, valamint divatcikkek, bizsu, ékszer (Pesti Ékszer), óra (It's Time Shop), ezüst (Apacs) és könyv (Libri).

## Üzletek
Lakásfelszerelés, virág
A Brandt Virágbolt és az Extrametál Finomacéláru.
Divat
Az Amnesia by BEX-LINE, a Balance, a C&A, a CCC, a Calzedonia, a Deichmann, a Devergo, a H&M, a Harlem, a Heavy Tools, a Humanic, az Intimissimi, a Lachmann, a Magenta, az MK Leder, a Mayo Chix, az Italian Fashion, az Office Shoes, az Orsay, a Promod, a Pepco, a Playersroom, a Pólóügynökség, a Retro, a Takko és a Tally Weijl.
Fotó, optika
Az Optic World és a Vision Express.
Hírlap, papír, könyv
Az Inmedio, a Libri és a Regál.
Műszaki cikkek
A Smart Mobile.
Óra, ékszer, bizsu
Az Apacs, az OBL, a Bijou Brigitte, az Its Time Shop és a Pesti Ékszer.
Szabadidő, sport
A Hervis
Szépségápolás, egészség
A Csak Vágás, a Herbária, a Rossmann és az Yves Rocher.
Szolgáltatások, bank
A Barber Shop, a Digi, az Exclusive Change, a Lottózó, a Mister Mint, a Telekom, a Telenor, a Top Clean Ruhatisztító és a Vodafone.
Szórakozás
A Cinema City.
Vendéglátás, élelmiszer
A Don Pepe, a Görög Étterem, a KFC, a Nagymama Konyhája, az OXO Bubble Tea, az Orange, a Pasa Kebab és a Wok n Go.
Ajándék, játék
A REGIO JÁTÉK.